# مقاطعة بخارى
مقاطعة بخارى هي تقسيم إداري في ولاية بخارى في أوزبكستان. مركزها مدينة قلعة آسيا.